# Ambulyx rhodoptera
Ambulyx rhodoptera är en fjärilsart som beskrevs av Butler 1875. Ambulyx rhodoptera ingår i släktet Ambulyx och familjen svärmare. Inga underarter finns listade i Catalogue of Life.